# Lillo (Oviedo)
Lillo (Lliñu en asturiano) é uma pároquia civil do município de Oviedo, nas Astúrias (Espanha). 
Nos seus 5,97 km² vivem um total  de 337 habitantes (INE 2005) e inclui  as seguintes localidades : El Caleyo, Las Campas, El Carbayón, La Contriz, Lampaya, El Llano, Ules e Villamorsén.

## História
Nesta paróquia houve um hospital para peregrinos do  Caminho de Santiago. Este hospital aparece citado na doação que Ordonho I e sua esposa Jimena fizeram à igreja de San Salvador de Oviedo, a futura catedral.

## Arte
- Igreja de San Miguel de Lillo, famosa obra pré-românica da arte asturiana. A igreja este também debaixo das ordens da advocação de de Santa Maria. A igreja foi renovada em 848 e destruída e reconstruída entre 1781 e 1782 momento em que a antiga ábside se converteu no actual pórtico.

## Demografia
- 2000- 349 hab.
- 2001- 333 hab.
- 2002- 325 hab.
- 2003- 329 hab.
- 2004- 339 hab.
- 2005 - 337 hab.